# Nervia
Die Nervia ist ein Fluss im westlichen Abschnitt der italienischen Region Ligurien, in der Riviera di Ponente. Der 28,3 Kilometer lange Fluss entspringt an den Hängen des Monte Pietravecchia und ist in seinem Oberlauf, in der Nähe der Gemeinde Buggio, auch unter dem Namen Valun de Tane bekannt.
Das Einzugsgebiet der Nervia umfasst eine Fläche von 195 Quadratkilometern. Seine Abflussmenge ist stark jahreszeitenabhängig. So ist das Flussbett auf den letzten Kilometern vor der Mündung im Sommer oft trockengelegt.
An der Mündung der Nervia in das Ligurische Meer, zwischen den Städten Ventimiglia und Camporosso, befindet sich ein kleines Naturschutzgebiet, die Oasi faunistica del Nervia.

## Das Schutzgebiet
Die Ufer und das Mündungsgebiet des Flusses werden wegen ihrer großen Biodiversität von zwei unabhängigen Schutzprojekten überwacht. Eines davon ist die Oasi faunistica del Nervia (zu deutsch: Tieroase der Nervia). Die Oase befindet sich an der Mündung der Nervia und hat eine Fläche von ungefähr 60.000 m2. Sie wurde 1982 eingerichtet und wird vom WWF überwacht und verwaltet.
Seit dem Jahr 2005 gehören auch die Ufer des Flusses zu einem Schutzgebiet. Dieses umfasst circa 44 Hektar und wurde von der Region Ligurien zum Gebiet von gemeinschaftlicher Bedeutung (SCI) der Klasse B erklärt.